# Hotel (AKA 7even)
Hotel è un singolo del cantautore italiano AKA 7even, in collaborazione con il rapper italiano SAC1, pubblicato il 24 gennaio 2020.

## Descrizione
Il brano, scritto e composto dallo stesso cantautore, è prodotto Max Elias Kleinschmidt, in arte Cosmophonix.

## Tracce
Testi e musiche di Luca Marzano.
1. Hotel (feat. SAC1) – 3:12